# The Music Machine
The Music Machine (auch The Bonniwell Music Machine) war eine US-amerikanische Psychedelic-Rock-Band.

## Geschichte
Die Band wurde 1965 in Los Angeles gegründet und erhielt 1966 einen Plattenvertrag. Mit dem Song Talk Talk hatten sie im Jahr 1966 ihren größten und auch einzigen Erfolg in den US-Charts und erreichten Platz 15. Sämtliche Songs der Gruppe wurden von Sean Bonniwell geschrieben.

## Diskografie

### Alben
- 1966: (Turn On) The Music Machine
- 1967: The Bonniwell Music Machine

### EP
- 1967: Talk Talk

### Singles
- 1966: Talk Talk
- 1967: The People in Me
- 1967: Double Yellow Line
- 1967: The Eagle Never Hunts the Fly
- 1967: Hey Joe
- 1969: Advise and Consent